# تیم ملی فوتبال زنان لوکزامبورگ
تیم ملی فوتبال زنان لوکزامبورگ نماینده لوکزامبورگ در مسابقات بین‌المللی فوتبال زنان است. تیم ملی فوتبال زنان لوکزامبورگ در سال ۲۰۰۳ تأسیس شد و اولین بازی بین‌المللی خود را در سال ۲۰۰۶ انجام داد.